# Aqua Teen Hunger Force Colon Movie Film for Theaters
Aqua Teen Hunger Force Colon Movie Film for Theaters är en animerad komedifilm baserad på den animerade Adult Swim-serien Aqua Teen Hunger Force. Filmen skrevs och regisserades av Matt Maiellaro och Dave Willis och släpptes den 13 april 2007 av First Look Pictures. Filmens poster målades av konstnärerna Julie Bell och Boris Vallejo. Filmen är den första originella Adult Swim-serierna som gjorts om till film.

## Handlingen

### Inledning
Filmen börjar i Egypten, där Master Shake, Frylock och Meatwad rymmer från Sphnixen och attackeras av en förstorad pudel. Pudeln dödar Frylock men övermannas sedan och dödas av Shake. Shake och Meatwad flyr med Frylocks kropp och möter Time Lincoln, som återupplivar Frylock.

## Skådespelare
- Dana Snyder som Master Shake
- Dave Willis som Meatwad, Carl Brutananadilewski, Ignignokt, Video Game Voice
- Carey Means som Frylock
- Matt Maiellaro som Cybernetic Ghost, Err, Satan
- Andy Merrill som Oglethorpe
- Mike Schatz som Emory
- C. Martin Croker som Dr. Weird, Steve
- Bruce Campbell som Chicken Bittle
- mc chris som MC Pee Pants
- George Lowe som Space Ghost
- Fred Armisen som Time Lincoln
- Chris Kattan som Walter Melon
- Neil Peart från Rush som sig själv
- Jon Benjamin som CIA Agent 1
- Jon Glaser som CIA Agent 2
- Shaft som Plantation Owner
- Tina Fey som Burrito
- Craig Hartin som Rob Goldstein
- Matt Harrigan som Linda